# P1500 モンスター
ラントクロイツァー P.1500 モンスター（独：Landkreuzer P.1500 Monster ､ランドクルーザーP.1500モンスター）は､第二次大戦中にドイツで計画された超重戦車である。
このP.1500モンスターは､ナチス・ドイツが第二次世界大戦中に構想した超重戦車で､ナチスドイツの極端な戦車設計の最終点に位置する｡計画上の巨大戦車としては重量1,000tのラーテが知られているが､モンスターはそれを更に上回っており､重量約1,500トン､全長42m､全幅18m､高さ7mである｡搭載される大砲は80cm列車砲グスタフ及びドーラの搭載している80cm砲であり､その大きさから砲を旋回させることは出来ず､自走砲として固定搭載を予定したとされる｡鈍重かつ大型であるため､走行可能な場所が制限されるだけでなく､他の戦車の生産力に影響を及ぼすことなどから構想のみで終わった。

## 構想
1942年6月23日､ドイツ軍需省は自重1,000t級の超大型の重戦車として､Landkreuzer P.1000 Ratte(ラーテ)を提案した｡Landkreuzerは直訳すればランドクルーザー､いわゆる陸上巡洋艦である｡アドルフ・ヒトラーはこの提案に関心を示し､開発を指示した｡同年12月､クルップ社はより巨大な1,500t級の戦車を設計した｡これがLandkreuzer P.1500 Monster(モンスター)である｡
1943年､軍需大臣アルベルト・シュペーアは､P.1000及びP.1500双方の開発計画を破棄した。

## 目的
この｢陸上巡洋艦｣は､クルップ社の製作した口径800mmのシュヴェラー・グスタフ砲を搭載するための自走プラットフォームとして設計された｡シュヴェラー・グスタフ砲は､第二次大戦の実戦で発砲されたものとしては最大の砲熕兵装である｡この砲は強固に防御された目標を攻撃するために設計され､射出する7tの弾頭は最大射程が37kmに達した｡当時のドイツは､この砲を搭載した80cm列車砲グスタフ及びドーラを実際に建造し運用したが､列車砲はその名の通り列車に砲を搭載した兵器であるため､線路がある場所でしか運用できないという致命的な欠点があった｡この事例を踏まえ､線路が無くても運用ができる､謂わば『自走型列車砲』としてモンスターの計画が立案されたのである｡

## 仕様

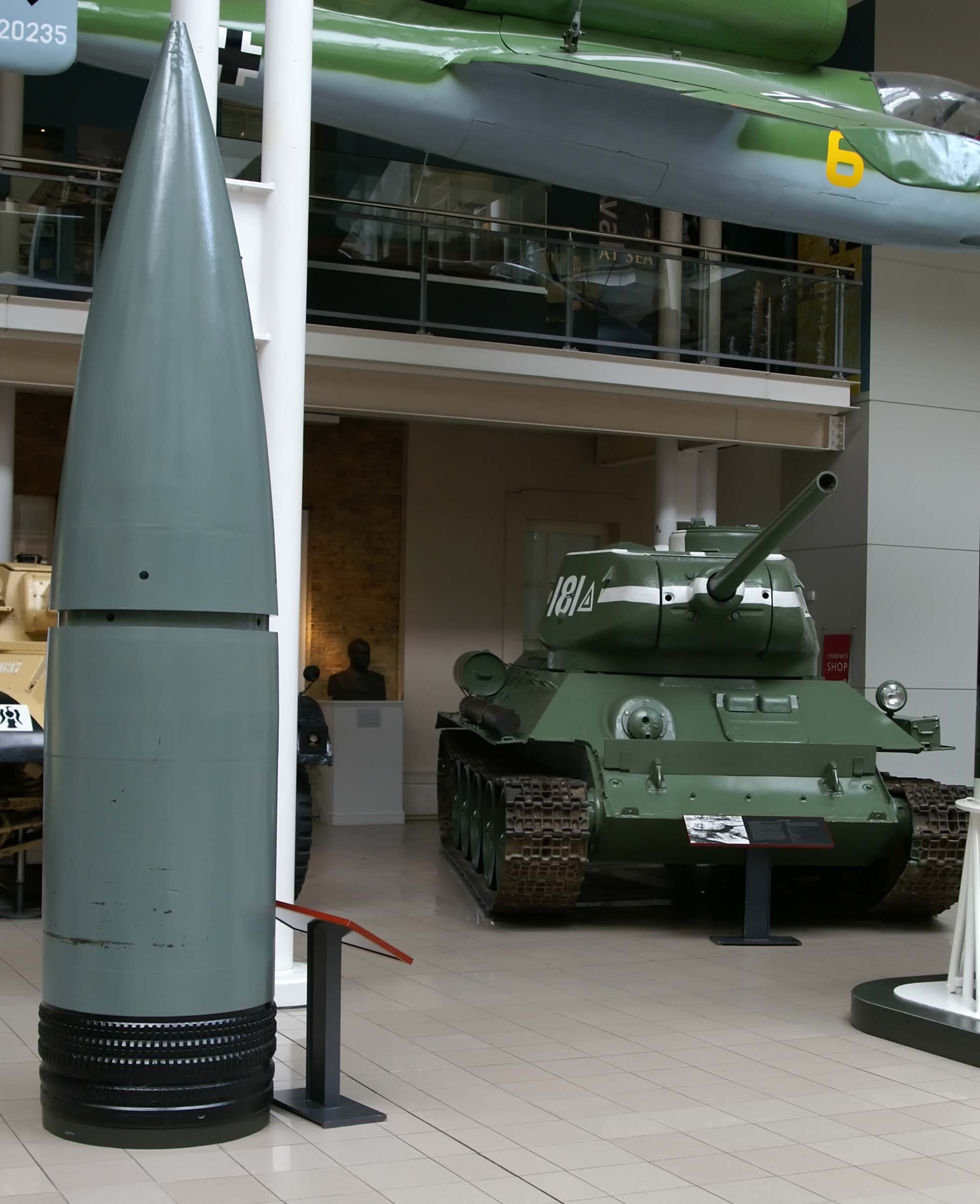
重グスタフ用の口径800mm砲弾｡隣はソ連の戦車T-34

モンスターの全長は42mと想定され､全重は1,500t､250mmの車体前面装甲を持ち､MAN社製のUボート（潜水艦）用ディーゼルエンジンを4基装備し､搭乗員は100名以上を必要とした｡
主兵装は800mmドーラ/シュベーラー グスタフ K (E) 列車砲である｡副兵装として2基の15cm sFH 18重榴弾砲､および口径15mmのMG 151 機関砲多数を装備した｡
設計案では､旋回砲塔や搭乗員を保護する密閉構造は設けられず､戦車よりも自走砲に似ていた｡運用方法は原型となった80cm列車砲や60cm自走臼砲カールと同様だった｡つまりこの戦車は直射による砲撃で敵と交戦することは想定しておらず､砲弾を後方から戦場へ投射する､いわゆる火力支援要員として運用された｡

## 問題点
より規模の小さい全重188tの超重戦車マウスの開発で､この種の巨大車輛が抱える問題が明確となった｡例えば､これらの戦車が道路を破壊すること､橋梁を通過できないこと､道路または鉄道による戦略的な輸送が難しいことである｡車輛が巨大化するほど問題の克服はより困難なものとなった｡
マウスの開発過程ではその自走方法の問題も明らかになり､試作車輛は目標とされた速度条件を満たせなかった｡これはP.1500のようなさらに巨大な戦車はより鈍重になることを意味した｡また､巨大な図体のために連合軍航空機の格好の標的となることも予想された。